# Johann Christoph von Aretin
Ne doit pas être confondu avec Adam von Aretin.
Johann Christoph von Aretin, né à Ingolstadt le 2 décembre 1773 et mort le 24 décembre 1824 est un homme politique et écrivain bavarois.

## Biographie
Membre des états de Bavière à partir de 1805, il a en outre rempli de nombreuses fonctions publiques et joué un rôle politique assez important. Publiciste, littérateur, érudit, il a publié beaucoup d'écrits sur les sujets les plus divers, des brochures politiques, des dissertations sur Charlemagne, les troubadours, les cours d'amour; un Essai sur l'histoire de la baguette divinatoire; un Enseignement de la mnémonique; des Matériaux pour l'histoire de la Bavière; etc.
En 1807, Aretin, alors bibliothécaire à la Bayerische Staatsbibliothek (Munich), signe un partenariat avec Aloys Senefelder et Franz Gleissner pour développer l'impression lithographique, entreprise qui dure trois ans et se termine par une faillite : les premières productions de cet atelier sont remarquables.
Il ne doit pas être confondu avec son frère aîné, Adam von Aretin, dit le « baron d'Arétin ».